# Bresciaoggi
Bresciaoggi est un quotidien régional du matin de Brescia, dans la région métropolitaine de Lombardie. Le journal a été fondé en avril 1974 par l'industriel local Luigi Lucchini. Son format est le berlinois.

## Description
Via le sous-holding Edizioni Brescia S.p.A., le journal fait partie du groupe Athesis.
Bresciaoggi est l'un des deux journaux de la province de Brescia, avec le Giornale di Brescia.